# Team Fortress 2
Team Fortress 2 (TF2) è un videogioco di genere sparatutto in prima persona multigiocatore, seguito di Team Fortress Classic, creato da Valve Corporation e pubblicato nel 2007 come parte della raccolta The Orange Box per Windows e Xbox 360. Successivamente uscì anche per Playstation 3, Mac OS X e Linux.
In Team Fortress 2 i giocatori entrano in due squadre e possono scegliere tra nove classi in numerose modalità di gioco. Annunciato inizialmente nel 1998, il secondo capitolo della serie Team Fortress doveva originariamente avere un'esperienza di gioco realistica a tema militare. Ciò cambiò nel corso dei nove anni di sviluppo, sotto la direzione di Robin Walker e John Cook, fino ad arrivare alla versione finale di Team Fortress 2 che presentò uno stile artistico più affine ai cartoni animati e allo humor, basandosi sul motore di gioco Source.
Team Fortress 2 è successivamente diventato free-to-play su Steam il 24 giugno 2011 grazie al supporto economico delle microtransazioni per oggetti puramente decorativi. Il 7 luglio 2016 è stato rivoluzionato il sistema di organizzazione delle partite, creando un sistema di matchmaking organizzato e un supporto ufficiale per partite competitive.
Il titolo è spesso indicato come di forte influenza per l'evoluzione dei videogiochi negli anni 2010. A Team Fortress 2 sono principalmente attribuiti la popolarizzazione degli sparatutto a personaggi e la diffusione del modello software as a service nel mercato videoludico.

## Trama
Il gioco stesso non è provvisto di una trama vera e propria, ma vari fumetti ufficiali rivelano i retroscena che vanno a spiegare certe modalità, aggiornamenti e promozioni, oltre che a dare uno sguardo più da vicino ai vari strampalati personaggi.
Nel 1850, l'anziano impresario inglese Zepheniah Mann, fondatore della Mann Co., una ditta specializzata nella creazione d'armi, viene convinto dai suoi figli gemelli, Redmond e Blutarch, nel comprare una landa di ghiaia in Nuovo Messico. Contratte tutte le malattie possibili e inimmaginabili durante il viaggio verso i nuovi possedimenti, Zepheniah muore. Sul suo testamento dichiara che i suoi averi saranno ceduti ad Elizabeth, la sua domestica; al suo socio, l'australiano Barnabas Hale, verrà la Mann Co.; e ai due figli rimane la terra appena acquistata che dovranno spartirsi equamente. Rivali sin dalla nascita, i due fratelli non hanno intenzione di spartirsi la terra lasciatagli dal padre e ingaggiano ben tre generazioni di mercenari nel corso degli anni a venire affinché rubino i documenti di possessione del fratello, ma nessuno riesce a prevalere sull'altro. I protagonisti di Team Fortress 2 sono la terza generazione di mercenari in questione, il cui team è chiamato "Team Fortress".
Tale faida si estende per vari anni, quindi, per battere la vecchiaia, Blutarch commissiona l'ingegnere Radigan Conagher di creargli un macchinario che lo renda immortale. Radigan, quella sera, ottiene la visita di una donna misteriosa che gli dona dell'Australium, un minerale radioattivo dell'Australia che potenzia le capacità fisiche e mentali, in cambio vuole però che crei una macchina anche per Redmond.
La guerra dei due fratelli perdura così per oltre un secolo, fino al 1971. Nel frattempo, la Mann Co. è ora sotto il controllo di Saxton Hale e i mercenari sono supervisionati da Helen (donna collegata in qualche modo ad Elizabeth e la donna con l'Australium) e la sua assistente, Miss Pauling. La guerra giunge infine al termine quando dal nulla compare Gray Mann, il fratello gemello perduto di Blutarch e Redmon, rapito alla nascita da un'aquila. Esso è dotato anch'egli di un estensore vitale come i fratelli, benché più efficiente ed alimentato ad Australium. Dopo aver ucciso a sangue freddo i suoi fratelli, Gray decide di conquistare la compagnia del padre con un esercito di robot. Ora senza clienti, i mercenari del Team Fortress sono assunti da Saxton per proteggere la ditta dai robot.
Un anno dopo, per niente intenzionato a ripetere un altro stallo, Gray Mann propone una sfida a Saxton che riesce a vincere, ottenendo così la Mann Co. e con essa tutta la riserva d'Australium conservata negli archivi della ditta, ma con sua sorpresa, scopre che Helen è fuggita con tutto il minerale. Mentre Helen e Pauling raggiungono i mercenari del Team Fortress per aiutarli a trovare più Australium nel mondo, Gray assume (venendone poi tradito e ucciso) la seconda generazione di mercenari assunti dai suoi fratelli (gli stessi di Team Fortress Classic). Si scoprirà quindi che Helen ha anche lei imbrogliato la morte con un altro estensore vitale alimentato ad Australium, che sta velocemente prosciugando nel suo piano per sistemare un fantomatico "vecchio debito", che si scopre essere la sua ossessionata vendetta nel vedere i Mann rovinarsi per l'eternità per un torto subito che pure lei ha dimenticato quale esso sia.

## Modalità di gioco

Un'immagine di gioco: tre giocatori tentano di conquistare un'area di controllo. In alto al centro e in basso sono visibili gli elementi che indicano lo stato dei giocatori e degli obiettivi

Team Fortress 2 presenta un'esperienza di gioco fondamentalmente simile a quella dei capitoli precedenti, in quanto sono presenti due squadre di giocatori e la vittoria si ottiene completando l'obiettivo della mappa, solitamente influenzato da un timer prestabilito. Sono disponibili nove classi giocabili, che differiscono per velocità, resistenza, arsenale ed abilità, ma tutte dotate di un'arma primaria, una secondaria ed una da mischia. Nella versione PC del videogioco, oltre alle armi standard delle nove classi, è possibile ottenere gratuitamente altri oggetti che possono modificare alcune meccaniche di gioco.

### Obiettivi
Per ottenere la vittoria in una partita è necessario che una delle due squadre in competizione completi l'obiettivo della mappa, dettato dalla modalità di gioco scelta. Tali modalità consistono nel conquistare o difendere un'area o un oggetto specifico, come un punto di controllo o una valigia di segreti. A regolare lo svolgimento delle partite è solitamente un cronometro di gioco il cui tempo può essere esteso o ridotto in base ai progressi delle squadre.
Nella versione PC, oltre ad alcune modifiche apportate alle mappe già presenti, sono stati introdotti numerosi altri livelli e schemi di gioco.

### Classi

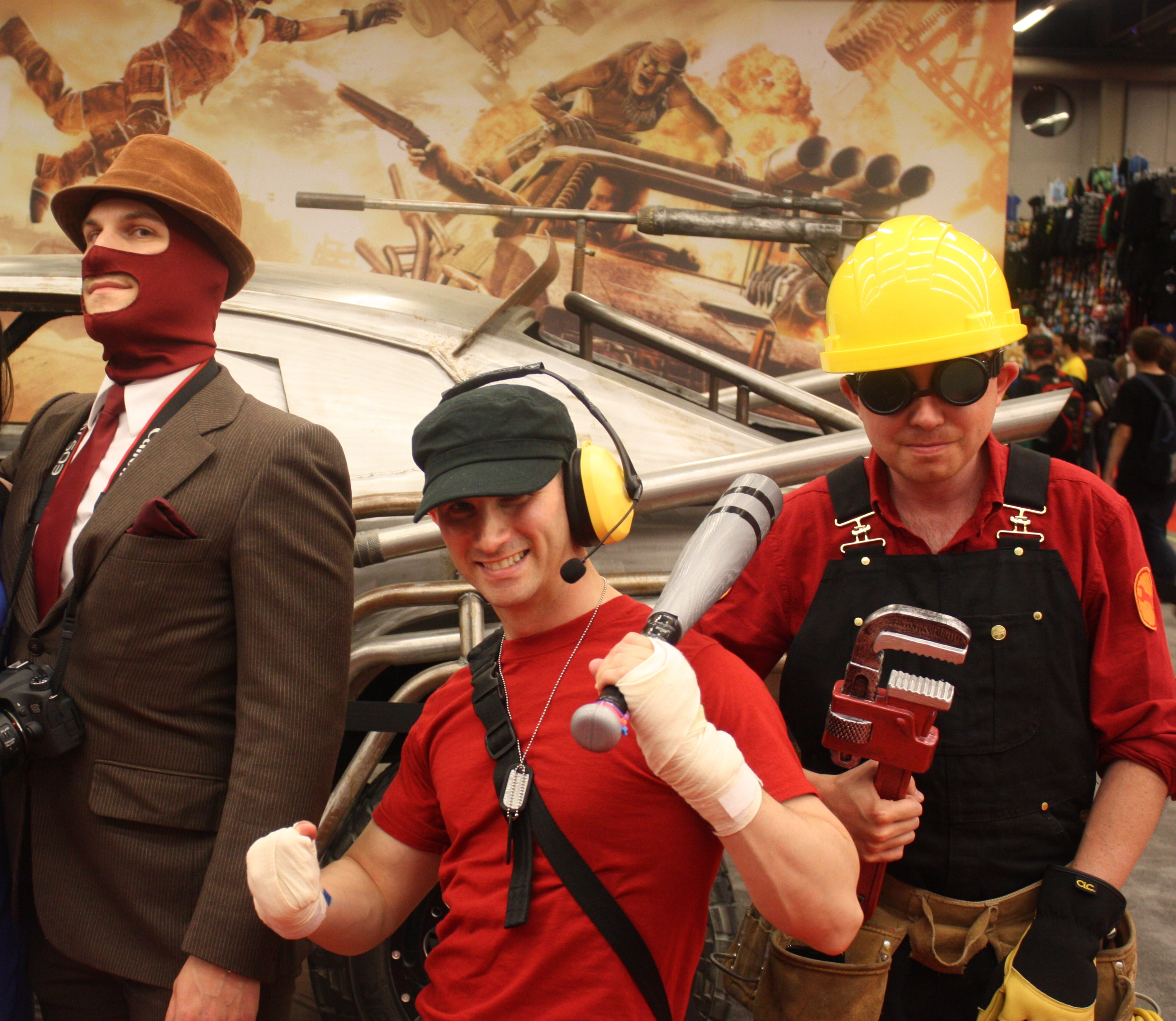
Cosplay di alcune delle classi giocabili in Team Fortress 2. Da sinistra a destra: Spia, Esploratore e Ingegnere

Sono disponibili nove classi di personaggi, divise in gruppi di tre categorie:

#### Attacco
- Esploratore (Scout): scarsa resistenza e ottima rapidità, è dotato di un fucile a canne mozze, una pistola e una mazza. È capace di compiere doppi salti, cambiando direzione anche in volo, permettendogli di schivare agevolmente razzi, granate e torrette mitragliatrici. Inoltre, può conquistare gli obiettivi a velocità doppia[17].

- Soldato (Soldier): buona resistenza e piuttosto lento, è dotato di un lanciarazzi a spalla, un fucile a pompa e una pala. La sua arma primaria è capace di infliggere danni ingenti e ad area, al costo di un tempo di ricarica significativo. Utilizzando il proprio lanciarazzi è in grado di catapultarsi effettuando salti altrimenti impossibili a scapito della propria salute (rocket jumping)[17].

- Piro (Pyro): buona resistenza e media velocità, è dotato di un lanciafiamme, un fucile a pompa e un'accetta da pompiere. Sebbene abbia un raggio di azione limitato e consumi rapidamente le proprie munizioni, il lanciafiamme non necessita di essere ricaricato ed è in grado di appiccare fuoco ai nemici, infliggendo danni da bruciatura. Il lanciafiamme è inoltre dotato di un getto d'aria compressa capace di respingere razzi e granate[18].

#### Difesa
- Demolitore (Demoman): buona resistenza e mediocre velocità, è dotato di un lanciagranate, un mortaio a bombe adesive e una bottiglia. Il lanciagranate utilizza granate che esplodono a contatto diretto con personaggi o costruzioni avversarie o alcuni secondi dopo essere rimbalzate su una qualsiasi superficie, mentre il mortaio a bombe adesive è caricato con mine adesive che possono essere detonate dal Demolitore. Similmente al Soldato, anche il Demolitore può utilizzare gli esplosivi per lanciarsi in aria[17].

- Grosso (Heavy): eccellente resistenza ed estremamente lento, è dotato di una grossa mitragliatrice Vulcan, un fucile a pompa e dei propri pugni. La sua mitragliatrice è letale in combattimento ravvicinato ma poco efficace sulla media-lunga distanza, non necessita di essere ricaricata, tuttavia ha un alto consumo di munizioni e costringe il Grosso a rallentare significativamente prima e durante gli attacchi[19].

- Ingegnere (Engineer): scarsa resistenza e media velocità, è dotato di un fucile a pompa, una pistola e una chiave inglese. Grazie al suo palmare può creare e potenziare delle costruzioni: una torretta automatica, un distributore di cure e munizioni ed un sistema di teletrasporto. Per costruire e interagire con le strutture l'Ingegnere necessita di metallo, una risorsa esclusiva alla classe e che può essere raccolta insieme alle munizioni[20].

#### Supporto
- Medico (Medic): media resistenza e buona velocità, è dotato di una pistola spara-siringhe, una pistola medica e una sega chirurgica. La "pistola medica" permette di guarire i membri della propria squadra o di fornire dei punti vita extra se sono illesi. Il Medico possiede anche l'abilità di rendere se stesso e il suo paziente invulnerabili per alcuni secondi[21].

- Cecchino (Sniper): scarsa resistenza e media velocità, è dotato di un fucile di precisione, una mitraglietta e un machete. Il fucile di precisione ha la caratteristica di avere uno zoom che permette i colpi caricati, i quali infliggono danni maggiori in base alla carica. Al contrario della maggior parte delle armi, il fucile del Cecchino infligge danni maggiori con i colpi che centrano la testa di un nemico[22].

- Spia (Spy): scarsa resistenza e buona velocità, è dotata di un revolver, un sabotatore elettronico e un coltello a farfalla. La Spia è in grado di rendersi completamente invisibile per un periodo di tempo limitato grazie al suo orologio dell'invisibilità. Il sabotatore è un dispositivo che disabilita e danneggia le strutture dell'Ingegnere. Il coltello se usato alle spalle di un avversario ne provoca l'uccisione istantanea. La Spia è inoltre dotata di un kit di travestimento, il quale permette di cambiare il proprio aspetto in quello di qualsiasi altra classe apparendo agli avversari come un loro compagno di squadra[23].

### Competitiva
Il format competitivo ufficiale è una tipologia di partita 6v6 (sei contro sei) che classifica i giocatori con un sistema di valutazione individuale con lo scopo di garantire match più bilanciati. Dopo un numero di partite predefinito, i giocatori vengono classificati con un punteggio basato sul sistema Glicko e tredici ranghi. Tali parametri influenzano il sistema di coordinazione delle partite, determinando con quali avversari e compagni di squadra si svolgono le partite. Se si lascia una partita durante la partita, sarai bandito temporaneamente. Il ban durerà di più ogni volta che si lascia una competitiva.

### Mann vs Machine
Oltre alle numerose modalità player versus player, in Team Fortress 2 è presente la modalità Mann vs Machine, nella quale i giocatori devono difendere un'area combattendo ondate di robot controllati dall'intelligenza artificiale, i quali hanno come obiettivo il posizionamento di una bomba in un punto predefinito della mappa.
Distruggere i robot fornirà ai giocatori crediti spendibili per migliorare il personaggio giocante o le sue armi durante il corso della partita tramite potenziamenti acquistabili.
Mann vs Machine è giocabile gratuitamente, ma è anche presente l'opzione di giocare la modalità in server separati comprando biglietti consumabili. Giocando la modalità utilizzando tali biglietti è possibile ricevere premi legati allo schema di gioco, che possono variare drasticamente in valore.

## Sviluppo

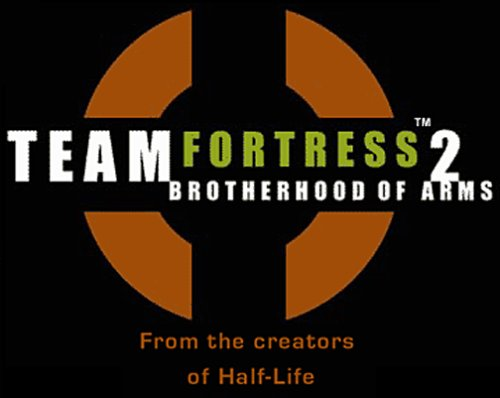
Il logo originariamente inteso per Team Fortress 2

Annunciato nel 1998, per Team Fortress 2 fu inizialmente creata un'esperienza di gioco realistica ambientata nella guerra moderna. Furono promessi alcuni contenuti come la classe Commander, che doveva guidare la squadra e dirigere le operazioni, e un sistema di comunicazione vocale innovativo.
Dopo l'annuncio iniziale e una prima posticipazione della data di uscita, Valve Corporation smise di diffondere informazioni riguardo allo sviluppo di Team Fortress 2 per molti anni. La lunga attesa senza notizie per il pubblico fece diventare il titolo un esempio prominente di vaporware, venendo spesso paragonato a videogiochi come Duke Nukem Forever, fino all'annuncio della nuova versione nel 2006. Il direttore del team di sviluppo Robin Walker affermò che diversi prototipi del videogioco furono scartati durante gli anni di sviluppo, e che la versione finale era stata concepita meno di due anni prima dell'uscita finale del titolo.
La versione finale di Team Fortress 2 si rivelò molto diversa da quella presentata originariamente alla fine degli anni novanta. Lo stile artistico ed umoristico, ispirato dai lavori di illustratori del XX secolo come Norman Rockwell, fu fuso con l'ambientazione del Nuovo Messico degli anni '60 a tema fantaspionaggio. Elementi come cannoni laser, basi per il lancio di missili o testate nucleari sono nascosti in edifici apparentemente normali e rappresentano gli obiettivi dei livelli di gioco. Il design visivo delle classi giocabili fu definito con l'obiettivo di massimizzare la riconoscibilità dei personaggi. Alcuni contenuti inizialmente promessi, come la classe Commander, furono scartati durante gli anni di sviluppo e quindi mai inclusi nella versione finale.

## Accoglienza
| Testata                          | Versione | Giudizio |
| -------------------------------- | -------- | -------- |
| Metacritic (media al 10-11-2019) | PC       | 92/100   |
| Eurogamer                        | -        | 9/10     |
| GameSpot                         | PC       | 8,5/10   |
| IGN                              | PC, Mac  | 8,9/10   |
| GameDaily                        | PC       | 9/10     |
| PC Gamer (USA)                   | PC       | 9,4/10   |

Il titolo ha ottenuto recensioni molto positive, arrivando a toccare punteggi come 92/100 e 9,4/10.
Molti critici hanno lodato la grafica, lo stile artistico e la caratterizzazione dei personaggi giocabili, premiando il videogioco con diversi Award. Anche il gameplay è stato oggetto di molti apprezzamenti in quanto considerato divertente e vario, in particolare grazie agli incentivi verso il gioco di squadra e la cooperazione.
Particolarmente gradita da alcuni critici fu la mappa Hydro, grazie alla modalità complessa che risultava in un'esperienza più varia.
La rimozione delle granate per tutte le classi, aspetto presente nei capitoli precedenti della serie, si è rivelata controversa. Il designer Robin Walker ha motivato questa scelta affermando che le granate "venivano usate poco consapevolmente" e "rendevano le classi meno uniche". Il cambiamento ha deluso IGN, mentre PC Gamer UK lo ha apprezzato.
Sono state espresse alcune critiche miste sulla linearità del Medico e sulla mancata possibilità di giocare con e contro giocatori controllati dall'intelligenza artificiale. Negli anni successivi Valve ha introdotto nuove armi per il Medico e un addestramento con bot.
In un leak di dati di luglio 2018, Team Fortress 2 è risultato il gioco con achievement più giocato di sempre su Steam, con oltre 50 milioni di giocatori totali.
Il videogioco è apparso in molteplici classifiche della stampa riguardanti i migliori videogiochi di sempre, anche diversi anni dopo la pubblicazione iniziale. Nel 2017, Nic Rowen di Destructoid ha definito il titolo "un classico moderno".

## Aggiornamenti
Su PC, appoggiandosi esclusivamente alla piattaforma Steam, il gioco è spesso oggetto di correzioni, revisioni e aggiunte talvolta molto significative come l'aggiunta di nuove mappe, armi e modalità di gioco.
Su console il gioco è presente ma non è oggetto di modifiche. La versione per Xbox 360 fu aggiornata alcune volte dopo la pubblicazione con correzioni di errori secondari, mentre su PlayStation 3 non ha e - probabilmente - non beneficerà di alcun aggiornamento, dato che Valve Corporation ha dichiarato di non avere programmatori specializzati sulla piattaforma. I contenuti aggiunti dopo la distribuzione iniziale del gioco sono, quindi, un'esclusiva per la versione PC.
Nell'aprile del 2008 furono introdotti i primi oggetti sbloccabili tramite "risultati": dopo un certo numero di imprese compiute il giocatore viene premiato con armi o oggetti decorativi. Per supportare l'aggiunta dei nuovi oggetti, fu introdotta la sezione Equipaggiamento, dove i giocatori possono scegliere quali armi utilizzare. Questo aggiornamento introdusse tre nuove armi per il Medico, basate sul sistema degli oggetti sbloccabili, dando alla classe più opzioni in risposta alle critiche sulla linearità del Medico. Negli anni successivi Valve Corporation ha esteso gli arsenali di diverse altre classi, utilizzando lo stesso metodo.
Nel maggio 2009 Valve Corporation introdusse gli oggetti decorativi, la maggior parte dei quali cappelli, aggiungendo la personalizzazione dei personaggi principalmente tramite microtransazioni al videogioco. Negli aggiornamenti successivi molti altri oggetti decorativi furono aggiunti, e all'inizio del 2010 fu introdotto un portale specifico per i creatori di contenuti dove inserire le loro creazioni (come armi o cappelli) per poi, eventualmente, vederle implementate nel gioco.
Il 24 giugno 2011 il titolo cambiò modello economico da gioco a pagamento a gratuito (free-to-play), permettendo a tutti gli utenti di Steam di scaricarlo gratuitamente senza limiti di tempo.  Ciò rese le microtransazioni aggiunte negli anni precedenti, principalmente legate agli oggetti decorativi delle varie classi, la principale fonte dei guadagni legati al gioco. Tale cambiamento fece aumentare esponenzialmente la popolarità e i guadagni del videogioco: dopo quattro mesi il numero di giocatori si era moltiplicato cinque volte, e a marzo 2012 Valve dichiarò che i profitti legati al gioco furono dodici volte superiori a quelli precedenti al cambiamento. Nel dicembre del 2011 il valore stimato dell'economia di Team Fortress 2 fu di almeno 52 milioni di dollari. Dati riguardanti l'anno 2013 stimarono invece guadagni di circa 139 milioni.
Il 7 luglio 2016 è stato introdotto l'aggiornamento Meet your Match, il quale ha rivoluzionato il sistema di matchmaking presente e aggiungendo un supporto ufficiale per il gioco competitivo. Quest'ultimo, basato su un formato 6v6 (sei contro sei), offre una classificazione in base all'abilità dei giocatori e un ambiente più incentrato sull'obiettivo e sulla collaborazione tra i compagni di squadra.
Il 28 marzo 2023 è stato rimosso il supporto per console Playstation 3, interrompendo il servizio multiplayer su tale piattaforma.

## Eredità
(Evan Lahti, caporedattore di PC Gamer)
Team Fortress 2 è stato più volte indicato come un'influenza significativa sul genere degli sparatutto, in particolare da siti specializzati e da sviluppatori di videogiochi. Evan Lahti di PC Gamer ha definito Team Fortress 2 "il gioco per PC più influente dell'ultimo decennio".

### Sparatutto a eroi

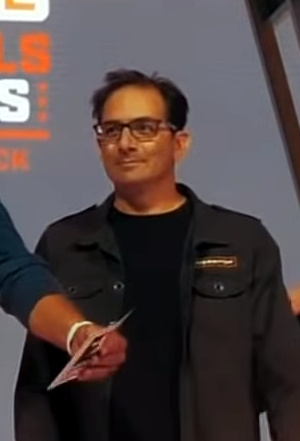
Jeff Kaplan, direttore del team di sviluppo di Overwatch, ha più volte parlato dell'influenza della serie Team Fortress sullo sparatutto di Blizzard.

La serie Team Fortress, in particolare il secondo capitolo, è stata indicata come fonte di ispirazione soprattutto per il sottogenere degli sparatutto a eroi. La rivista Forbes ha definito Team Fortress 2 "il padrino degli hero shooter". Alla serie di videogiochi di Valve Corporation sono attribuite le basi del genere definite dallo schema a classi e dall'esperienza di gioco a obiettivi e squadre.
Le aziende sviluppatrici dei videogiochi Paladins, Overwatch e Apex Legends hanno apertamente dichiarato di aver preso ispirazione dalla serie di Valve Corporation. Team Fortress 2 è in particolare spesso oggetto di comparazioni con Overwatch da parte della stampa. Jeff Kaplan, direttore del team di sviluppo dello sparatutto di Blizzard, ha affermato di considerare i paragoni un "enorme complimento". 

### Modello di business
Team Fortress 2 ha avuto influenza anche sul modello di business free-to-play. Nel 2010, con l'introduzione del sistema di loot box basato su microtransazioni, l'azienda ha reso popolare la pratica economica nata qualche anno prima in estremo oriente anche nel mercato di videogiochi occidentale creando un'economia virtuale interna al gioco. Il sistema è stato adottato da numerosi videogiochi gratuiti negli anni successivi, molti dei quali hanno basato parti significative dei guadagni su di esso. Sistemi di monetizzazione molto simili sono stati adottati anche da videogiochi a pagamento.
Al videogioco è stata anche attribuita la crescita dell'utilizzo del modello Games as a service nel mercato videoludico nel corso degli anni 2010.

## Cortometraggi
Tramite il programma di realizzazione video Source Filmmaker, Valve ha creato ben dieci corti animati che fanno da trailer ai rispettivi personaggi e uno degli oggetti, i Meet the Team, rilasciati dal 2007 al 2011.
Oltre ad essi sono presenti altri trailer animati per alcune modalità, ma si era pensato addirittura di creare per Adult Swim una serie animata creata con lo stesso programma, e l'episodio pilota di prova Expiration Date, il 17 giugno 2014, fu pure pubblicato sul canale ufficiale del gioco, ma non fu mai dato un via libera.
Dal 2011, con Source Filmmaker aperto al pubblico per modificare i replay del gioco o per creare proprie animazioni con i modelli del programma, Valve instituì un annuale concorso chiamato "Saxxy Awards" per premiare i creatori di vari cortometraggi amatoriali, per varie categorie, con una statua che fa verso al Premio Oscar da usare in gioco come arma.